# ماناتسو آکیموتو
ماناتسو آکیموتو (انگلیسی: Manatsu Akimoto؛ زادهٔ ۲۰ اوت ۱۹۹۳) مدل، و بازیگر اهل ژاپن است.